# Осгуд (Індіана)
Осгуд (англ. Osgood) — місто (англ. town) в США, в окрузі Ріплі штату Індіана. Населення — 1587 осіб (2020).

## Географія
Осгуд розташований за координатами 39°7′46″ пн. ш. 85°17′31″ зх. д. / 39.12944° пн. ш. 85.29194° зх. д. (39.129460, -85.292050).  За даними Бюро перепису населення США в 2010 році місто мало площу 3,85 км², з яких 3,76 км² — суходіл та 0,09 км² — водойми.

## Демографія
Згідно з переписом 2010 року, у місті мешкали 1624 особи в 638 домогосподарствах у складі 417 родин. Густота населення становила 422 особи/км².  Було 728 помешкань (189/км²).
Расовий склад населення:
| - 98,2 % — білих - 0,2 % — корінних американців - 0,1 % — чорних або афроамериканців |

До двох чи більше рас належало 1,5 %. Частка іспаномовних становила 1,3 % від усіх жителів.
За віковим діапазоном населення розподілялося таким чином: 26,9 % — особи молодші 18 років, 56,7 % — особи у віці 18—64 років, 16,4 % — особи у віці 65 років та старші. Медіана віку мешканця становила 36,0 року. На 100 осіб жіночої статі у місті припадало 90,4 чоловіків;  на 100 жінок у віці від 18 років та старших — 84,0 чоловіків також старших 18 років.
Середній дохід на одне домашнє господарство  становив 47 845 доларів США (медіана — 41 010), а середній дохід на одну сім'ю — 53 197 доларів (медіана — 46 146). Медіана доходів становила 39 955 доларів для чоловіків та 31 979 доларів для жінок. За межею бідності перебувало 10,2 % осіб, у тому числі 7,4 % дітей у віці до 18 років та 10,4 % осіб у віці 65 років та старших.
Цивільне працевлаштоване населення становило 737 осіб. Основні галузі зайнятості: виробництво — 27,1 %, освіта, охорона здоров'я та соціальна допомога — 19,5 %, роздрібна торгівля — 12,8 %, мистецтво, розваги та відпочинок — 12,3 %.